# 亞蒙

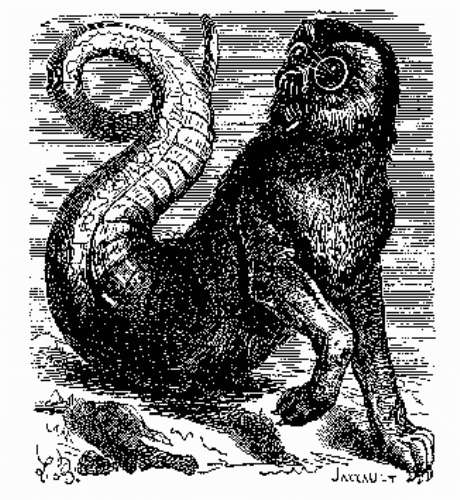
科兰·戴·布兰西所著《地獄辞典》的亞蒙畫像。

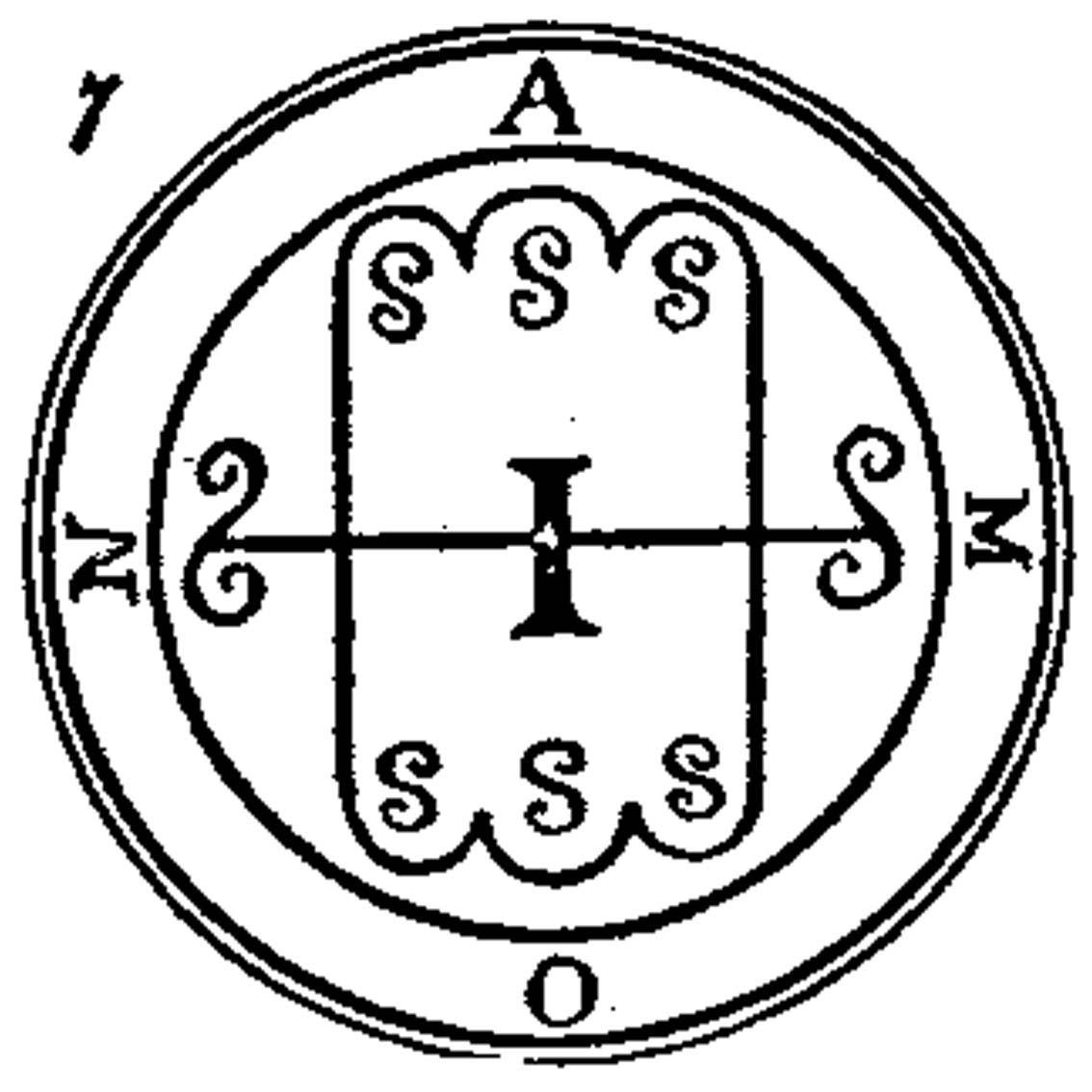
亞蒙侯爵的印記

亞蒙（英語：Aamon，也作Amon及Nahum），所羅門王72柱魔神中排第7位的魔神。位阶侯爵，统帅40个军团的「炎之侯爵」。形象是枭首狼身蛇尾，口吐烈焰。相傳因頭部為枭首，在埃及，曾被作為最高神阿蒙崇拜。能通晓过去未来，能使朋友反目成仇或和解。也有人說會教授召喚者未来與过去的知識，予人和情愛相關的秘密。也有說法，阿蒙代表的意思是隱士，不可解者，所以他真正的形象可能從來沒人看到過。亞蒙曾被認為是地獄的諸多惡魔君主中權勢最為強大的。 而名字亞蒙( Aamon )和阿蒙(Amon )相傳是從阿蒙(Amun，埃及主神，意為「隱藏者」)以及巴耳·哈蒙(Baal-hamon，古迦太基神話的主神)這兩尊異教神改變過來的。
總括一句，他是「仲裁者」，也是「調停者」。

## 描述
祂是一位大權大勢的侯爵，極其嚴厲。他的形象像一匹狼，尾巴卻是蛇形，口中還會吐出火焰；但在魔法師的命令下，祂可以變成一隻帶有犬牙和似烏鴉頭的人形；或者頭部直接就是烏鴉頭的人。祂能告訴你所有過去和未來的事情，能引起爭端並調和朋友之間的爭議，並統領著40個靈魂軍團。祂的印記應佩戴。

## 流行文化
- 在日本漫畫《惡魔人》中與主角不動明合體的惡魔。